# Risipeni
Risipeni – miejscowość w Mołdawii, w rejonie Fălești. W 2014 roku liczyła 1913 mieszkańców.
W miejscowości urodziła się prezydent Mołdawii Maia Sandu.